# Cantó de Donnemarie-Dontilly
El cantó de Donnemarie-Dontilly és un antic cantó francès del departament del Sena i Marne, que estava situat al districte de Provins. Comptava amb 19 municipis i el cap era Donnemarie-Dontilly.
Al 2015 va desaparèixer i el seu territori va passar a formar part del cantó de Provins.

## Municipis
- Cessoy-en-Montois
- Châtenay-sur-Seine
- Coutençon
- Donnemarie-Dontilly
- Égligny
- Gurcy-le-Châtel
- Jutigny
- Lizines
- Luisetaines
- Meigneux
- Mons-en-Montois
- Montigny-Lencoup
- Paroy
- Savins
- Sigy
- Sognolles-en-Montois
- Thénisy
- Villeneuve-les-Bordes
- Vimpelles

## Història
| Data d'elecció                           | Identitat          | Partit        | Qualitat |
| ---------------------------------------- | ------------------ | ------------- | -------- |
| 1945-1951                                | M. Cochin          | radical       |          |
| 1951-19..                                | André Fromentin    | radical       |          |
| 19..-1976                                | Étienne Pinte      | UDR           |          |
| 1976-1979                                | Charles Presgurvic | PS            |          |
| 1979-1982                                | Marc Fromion       | PS            |          |
| 1982-                                    | Jacques Ballot     | Divers droite |          |
| les dades anteriors no són pas conegudes |                    |               |          |
|                                          |                    |               |          |